# Gustav Wiederkehr

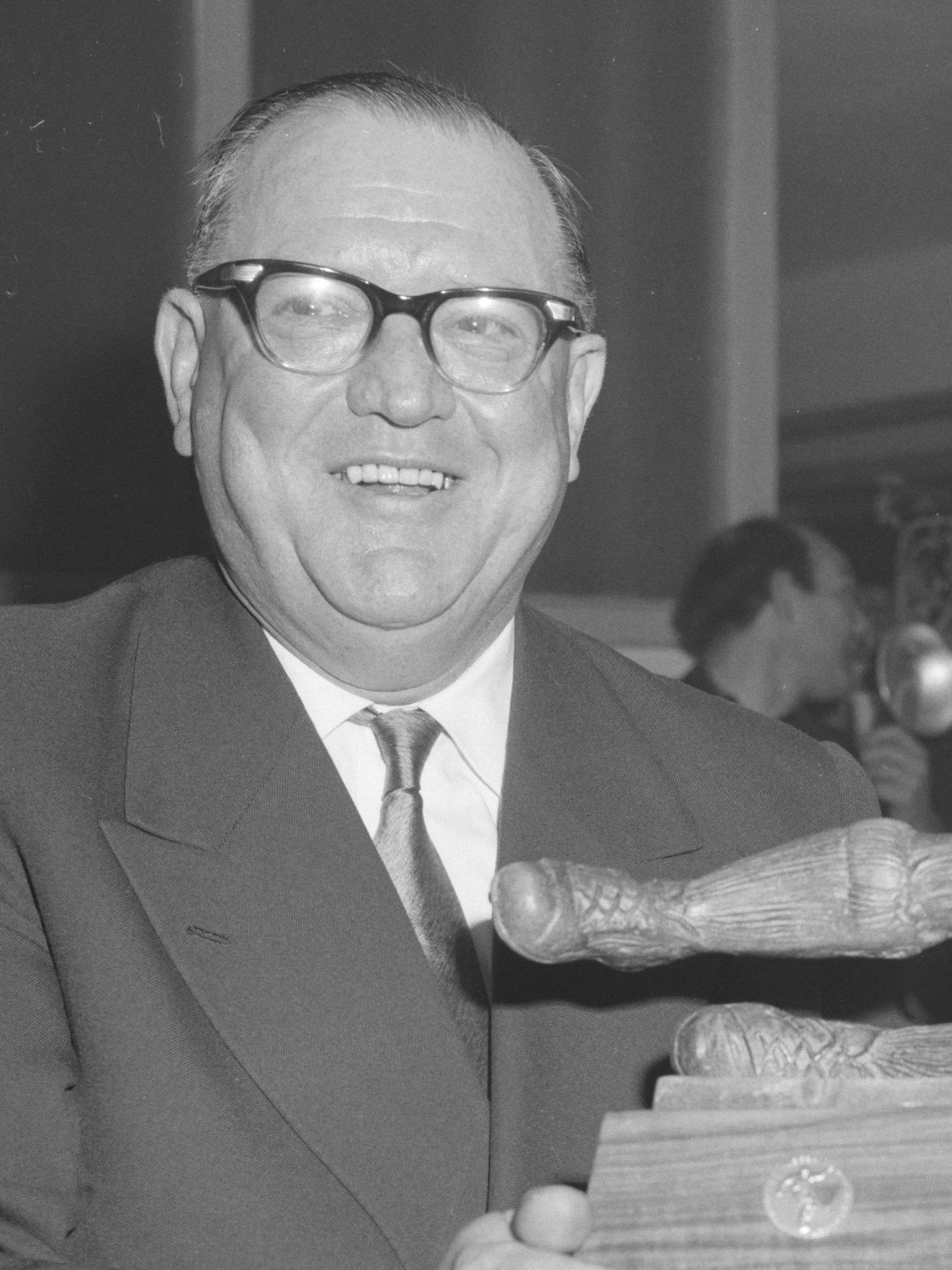
Gustav Wiederkehr (1962)

Gustav Max Wiederkehr (ur. 2 października 1905 w Zurychu, zm. 7 lipca 1972 tamże) – szwajcarski działacz sportowy, prezydent europejskiej federacji piłkarskiej UEFA.
Wiederkehr był w gronie rzeczników rozgrywania piłkarskich mistrzostw Europy. W 1962 został drugim w historii prezydentem UEFA, w miejsce Duńczyka Ebbe Schwartza. Działał również w federacji światowej FIFA, m.in. wchodząc w skład komitetu wykonawczego oraz pięciu komitetów organizacyjnych finałów mistrzostw świata (1954, 1962, 1966, 1970, 1974). Zginął w wypadku samochodowym na dwa lata przed mistrzostwami świata w Niemczech.